# Euproctis iobrota
Euproctis iobrota är en fjärilsart som beskrevs av Edward Meyrick 1891. Euproctis iobrota ingår i släktet Euproctis och familjen tofsspinnare. Inga underarter finns listade i Catalogue of Life.